# Wioślarstwo na Letnich Igrzyskach Olimpijskich 2008 – dwójka podwójna wagi lekkiej mężczyzn
Dwójka podwójna wagi lekkiej mężczyzn (LM2x) – konkurencja rozgrywana podczas Letnich Igrzysk Olimpijskich 2008 w Pekinie między 9 a 16 sierpnia w Parku Olimpijskim Shunyi.

## Harmonogram konkurencji
Wszystkie godziny w standardowym czasie chińskim (UTC+8)
| Godzina                     | Wydarzenie  | Runda         |
| --------------------------- | ----------- | ------------- |
| Niedziela, 10 sierpnia 2008 | 15:20-16:00 | Eliminacje    |
| Wtorek, 12 sierpnia 2008    | 16:20-16:40 | Repasaże      |
| Piątek, 15 sierpnia 2008    | 15:10-15:30 | Półfinały C/D |
| Piątek, 15 sierpnia 2008    | 15:50-16:10 | Półfinały A/B |
| Sobota, 16 sierpnia 2008    | 14:00-14:10 | Finał D       |
| Sobota, 16 sierpnia 2008    | 14:20-14:30 | Finał C       |
| Sobota, 16 sierpnia 2008    | 14:40-14:50 | Finał B       |
| Niedziela, 17 sierpnia 2008 | 15:50-16:00 | Finał A       |

## Medaliści
| Złoto  | Wielka Brytania · Zac Purchase · Mark Hunter |
| Srebro | Grecja · Dimitris Mujos · Wasilis Polimeros  |
| Brąz   | Dania · Mads Rasmussen · Rasmus Quist        |

## Wyniki

### Eliminacje
Reguła kwalifikacji: 1-2 → PA/B, 3.. → R

#### Eliminacje 1
| Miejsce | Zawodnik                            | Kraj            | Czas    | Uwagi |
| ------- | ----------------------------------- | --------------- | ------- | ----- |
| 1       | Zac Purchase Mark Hunter            | Wielka Brytania | 6:13,69 | PA/B  |
| 2       | Dimitris Mujos Wasilis Polimeros    | Grecja          | 6:16,10 | PA/B  |
| 3       | Jonathan Koch Manuel Brehmer        | Niemcy          | 6:21,99 | R     |
| 4       | Kazushige Ura Daisaku Takeda        | Japonia         | 6:24,21 | R     |
| 5       | Mohamed Ryad Garidi Kamel Ait Daoud | Algieria        | 6:43,94 | R     |

#### Eliminacje 2
| Miejsce | Zawodnik                              | Kraj      | Czas    | Uwagi |
| ------- | ------------------------------------- | --------- | ------- | ----- |
| 1       | Marcello Miani Elia Luini             | Włochy    | 6:16,16 | PA/B  |
| 2       | Zhang Guolin Sun Jie                  | Chiny     | 6:17,62 | PA/B  |
| 3       | Samuel Beltz Thomas Gibson            | Australia | 6:19,15 | R     |
| 4       | Eyder Batista Yunior Pérez            | Kuba      | 6:19,36 | R     |
| 5       | Devender Kumar Khandwal Manjeet Singh | Indie     | 6:37,13 | R     |

#### Eliminacje 3
| Miejsce | Zawodnik                                  | Kraj     | Czas    | Uwagi |
| ------- | ----------------------------------------- | -------- | ------- | ----- |
| 1       | Mads Rasmussen Rasmus Quist               | Dania    | 6:14,84 | PA/B  |
| 2       | Douglas Vandor Cameron Sylvester          | Kanada   | 6:17,58 | PA/B  |
| 3       | Zsolt Hirling Tamás Varga                 | Węgry    | 6:19,60 | R     |
| 4       | Rodolfo Collazo Tourn Angel Javier Garcia | Urugwaj  | 6:25,86 | R     |
| 5       | Thiago Gomes Thiago Almeida               | Brazylia | 6:30,78 | R     |

#### Eliminacje 4
| Miejsce | Zawodnik                       | Kraj             | Czas    | Uwagi |
| ------- | ------------------------------ | ---------------- | ------- | ----- |
| 1       | Storm Uru Peter Taylor         | Nowa Zelandia    | 6:16,78 | PA/B  |
| 2       | Maxime Goisset Frédéric Dufour | Francja          | 6:20,17 | PA/B  |
| 3       | Pedro Fraga Nuno Mendes        | Portugalia       | 6:24,35 | R     |
| 4       | So Sau Wah Chow Kwong Wing     | Hongkong         | 6:34,51 | R     |
| 5       | Jang Kang-eun Kim Hong-kyun    | Korea Południowa | 6:42,97 | R     |

### Repasaże
Reguła kwalifikacji: 1-2 → PA/B, 3.. → PC/D

#### Repasaże 1
| Miejsce | Zawodnik                                  | Kraj      | Czas    | Uwagi |
| ------- | ----------------------------------------- | --------- | ------- | ----- |
| 1       | Jonathan Koch Manuel Brehmer              | Niemcy    | 6:41,48 | PA/B  |
| 2       | Samuel Beltz Thomas Gibson                | Australia | 6:42,42 | PA/B  |
| 3       | Rodolfo Collazo Tourn Angel Javier Garcia | Urugwaj   | 6:46,98 | PC/D  |
| 4       | Thiago Gomes Thiago Almeida               | Brazylia  | 6:51,99 | PC/D  |
| 5       | So Sau Wah Chow Kwong Wing                | Hongkong  | 6:58,71 | PC/D  |
| 6       | Mohamed Ryad Garidi Kamel Ait Daoud       | Algieria  | 7:05,73 | PC/D  |

#### Repasaże 2
| Miejsce | Zawodnik                              | Kraj             | Czas    | Uwagi |
| ------- | ------------------------------------- | ---------------- | ------- | ----- |
| 1       | Pedro Fraga Nuno Mendes               | Portugalia       | 6:39,07 | SA/B  |
| 2       | Eyder Batista Yunior Pérez            | Kuba             | 6:40,15 | PA/B  |
| 3       | Kazushige Ura Daisaku Takeda          | Japonia          | 6:43,03 | PC/D  |
| 4       | Zsolt Hirling Tamás Varga             | Węgry            | 6:50,48 | PC/D  |
| 5       | Devender Kumar Khandwal Manjeet Singh | Indie            | 7:02,06 | PC/D  |
| 6       | Jang Kang-eun Kim Hong-kyun           | Korea Południowa | 7:12,17 | PC/D  |

### Półfinały C/D
Reguła kwalifikacji: 1-3 → FC, 4.. → FD

#### Półfinały C/D 1
| Miejsce | Zawodnik                                  | Kraj             | Czas    | Uwagi |
| ------- | ----------------------------------------- | ---------------- | ------- | ----- |
| 1       | Zsolt Hirling Tamás Varga                 | Węgry            | 6:28,84 | FC    |
| 2       | Rodolfo Collazo Tourn Angel Javier Garcia | Urugwaj          | 6:33,49 | FC    |
| 3       | So Sau Wah Chow Kwong Wing                | Hongkong         | 6:33,79 | FC    |
| 4       | Jang Kang-eun Kim Hong-kyun               | Korea Południowa | 6:47,13 | FD    |

#### Półfinały C/D 2
| Miejsce | Zawodnik                              | Kraj     | Czas    | Uwagi |
| ------- | ------------------------------------- | -------- | ------- | ----- |
| 1       | Kazushige Ura Daisaku Takeda          | Japonia  | 6:29,30 | FC    |
| 2       | Thiago Gomes Thiago Almeida           | Brazylia | 6:39,91 | FC    |
| 3       | Devender Kumar Khandwal Manjeet Singh | Indie    | 6:40,34 | FC    |
| 4       | Mohamed Ryad Garidi Kamel Ait Daoud   | Algieria | 6:43,80 | FD    |

### Półfinały A/B
Reguła kwalifikacji: 1-3 → FA, 4.. → FB

#### Półfinały A/B 1
| Miejsce | Zawodnik                         | Kraj            | Czas    | Uwagi |
| ------- | -------------------------------- | --------------- | ------- | ----- |
| 1       | Zac Purchase Mark Hunter         | Wielka Brytania | 6:29,56 | FA    |
| 2       | Marcello Miani Elia Luini        | Włochy          | 6:31,16 | FA    |
| 3       | Eyder Batista Yunior Pérez       | Kuba            | 6:33,60 | FA    |
| 4       | Jonathan Koch Manuel Brehmer     | Niemcy          | 6:37,07 | FB    |
| 5       | Maxime Goisset Frédéric Dufour   | Francja         | 6:41,18 | FB    |
| 6       | Douglas Vandor Cameron Sylvester | Kanada          | 6:49,28 | FB    |

#### Półfinały A/B 2
| Miejsce | Zawodnik                          | Kraj          | Czas    | Uwagi |
| ------- | --------------------------------- | ------------- | ------- | ----- |
| 1       | Dimitris Mujoss Wasilis Polimeros | Grecja        | 6:24,61 | FA    |
| 2       | Mads Rasmussen Rasmus Quist       | Dania         | 6:26,49 | FA    |
| 3       | Zhang Guolin Sun Jie              | Chiny         | 6:29,29 | FA    |
| 4       | Storm Uru Peter Taylor            | Nowa Zelandia | 6:30,53 | FB    |
| 5       | Samuel Beltz Thomas Gibson        | Australia     | 6:32,32 | FB    |
| 6       | Pedro Fraga Nuno Mendes           | Portugalia    | 6:39,23 | FB    |

### Finały

#### Finał D
| Miejsce | Zawodnik                            | Kraj             | Czas    | Uwagi |
| ------- | ----------------------------------- | ---------------- | ------- | ----- |
| 1       | Mohamed Ryad Garidi Kamel Ait Daoud | Algieria         | 6:46,46 |       |
| 2       | Jang Kang-eun Kim Hong-kyun         | Korea Południowa | 6:47,44 |       |

#### Finał C
| Miejsce | Zawodnik                                  | Kraj     | Czas    | Uwagi |
| ------- | ----------------------------------------- | -------- | ------- | ----- |
| 1       | Kazushige Ura Daisaku Takeda              | Japonia  | 6:23,02 |       |
| 2       | Zsolt Hirling Tamás Varga                 | Węgry    | 6:25,11 |       |
| 3       | Rodolfo Collazo Tourn Angel Javier Garcia | Urugwaj  | 6:30,61 |       |
| 4       | So Sau Wah Chow Kwong Wing                | Hongkong | 6:34,48 |       |
| 5       | Thiago Gomes Thiago Almeida               | Brazylia | 6:36,24 |       |
| 6       | Devender Kumar Khandwal Manjeet Singh     | Indie    | 6:44,48 |       |

#### Finał B
| Miejsce | Zawodnik                       | Kraj          | Czas    | Uwagi |
| ------- | ------------------------------ | ------------- | ------- | ----- |
| 1       | Storm Uru Peter Taylor         | Nowa Zelandia | 6:27,14 |       |
| 2       | Pedro Fraga Nuno Mendes        | Portugalia    | 6:28,47 |       |
| 3       | Jonathan Koch Manuel Brehmer   | Niemcy        | 6:28,66 |       |
| 4       | Samuel Beltz Thomas Gibson     | Australia     | 6:30,11 |       |
| 5       | Maxime Goisset Frédéric Dufour | Francja       | 6:32,65 |       |
| 6       | Douglas Vandor John Sasi       | Kanada        | 6:40,80 |       |

#### Finał A
| Miejsce | Zawodnik                         | Kraj            | Czas    | Uwagi |
| ------- | -------------------------------- | --------------- | ------- | ----- |
|         | Zac Purchase Mark Hunter         | Wielka Brytania | 6:10,99 |       |
|         | Dimitris Mujos Wasilis Polimeros | Grecja          | 6:11,72 |       |
|         | Mads Rasmussen Rasmus Quist      | Dania           | 6:12,45 |       |
| 4       | Marcello Miani Elia Luini        | Włochy          | 6:16,15 |       |
| 5       | Zhang Guolin Sun Jie             | Chiny           | 6:16,69 |       |
| 6       | Eyder Batista Yunior Pérez       | Kuba            | 6:19,96 |       |